# Federico Guglielmo Adolfo di Nassau-Siegen
Federico Guglielmo Adolfo (Siegen, 20 febbraio 1680 – Siegen, 13 febbraio 1722) fu il titolare principe di Nassau-Siegen dal 1691 fino alla sua morte; egli effettivamente regnò sul principato dal 1707.

## Biografia
Era il figlio maggiore del Principe Guglielmo Maurizio di Nassau-Siegen e di sua moglie Ernestina Carlotta di Nassau-Dillenburg. Aveva appena undici anni quando suo padre morì. Suo zio, Giovanni Francesco Desiderato tenne la reggenza. Quando suo zio morì nel 1699, la reggenza fu assunta dal figlio di suo zio Guglielmo Giacinto. Dopo una rivolta contro la cattiva gestione di Guglielmo Giacinto del principato, Federico Guglielmo Adolfo assunse il governo il 29 marzo 1707. Fece costruire l'Unteres Schloss a Siegen.

## Matrimonio e figli
Federico Guglielmo Adolfo si sposò due volte. Il 7 gennaio 1702, sposò Elisabetta (6 gennaio 1681 - 12 novembre 1707), figlia di Federico II, Langravio d'Assia-Homburg. Con lei, ebbe i seguenti figli:
- Carlotta Federica (1702 - 1785), sposò:
  1. Leopoldo, Principe di Anhalt-Köthen (1694-1728)
  2. Alberto Volfango, Conte di Schaumburg-Lippe
- Sofia Maria (nata e morta nel 1704)
- Sibilla Enrichetta (1705 - 1712)
- Federico Guglielmo II (1706 - 1734), sposò la Contessa Sofia Polissena di Sayn-Wittgenstein
- Sofia Elisabetta (1707 - 1708)

Dopo la morte di Elisabetta sposò il 13 aprile 1708 Amalia Luisa, figlia del Duca Federico Casimiro Kettler di Curlandia e Semgallia e di sua moglie Sofia Amalia di Nassau-Siegen. Dopo la morte di Federico Guglielmo Adolfo, Amalia Luisa regnò su Nassau-Siegen come reggente per il suo figliastro Federico Guglielmo II. Da questo matrimonio nacquero i seguenti figli:
- Adelaide Guglielmina Sofia (1709 - 1710)
- Carlo Federico (nato e morto nel 1710)
- Carlotta Guglielmina (1711 - 1771)
- Augusta Albertina (1712 - 1742), sposò il Conte Carlo Federico Guglielmo di Sayn-Wittgenstein-Hohenstein (1708 - 1756)
- Luigi Ferdinando (1714 - 1715)
- Carolina Amalia Adolfina (1715 - 1752), sposò il Conte Cristiano Augusto di Solms-Laubach
- Guglielmo Maurizio (1717 - 1719)
- Elisabetta Edvige (1719 - 1789), sposò il Conte Carlo Federico Guglielmo di Sayn-Wittgenstein-Hohenstein

## Ascendenza
|                                                         |                                                  |                                                          | Genitori                                                                    |  |  | Nonni |  |  | Bisnonni                             |  |  | Trisnonni                               |  |
|                                                         |                                                  |                                                          |                                                                             |  |  |       |  |  | Johann VII, I conte di Nassau-Siegen |  |  | Johann VI, X conte di Nassau-Dillenburg |  |
|                                                         |                                                  |                                                          |                                                                             |  |  |       |  |  | Johann VII, I conte di Nassau-Siegen |  |  | Johann VI, X conte di Nassau-Dillenburg |  |
|                                                         |                                                  | langravia Elisabeth von Leuchtenberg                     |                                                                             |  |  |       |  |  | Johann VII, I conte di Nassau-Siegen |  |  |                                         |  |
| conte Heinrich von Nassau-Siegen                        |                                                  |                                                          |                                                                             |  |  |       |  |  | Johann VII, I conte di Nassau-Siegen |  |  |                                         |  |
|                                                         |                                                  | principessa Margaretha von Schleswig-Holstein-Sonderburg | Johannes, I duca di Schleswig-Holstein-Sonderburg                           |  |  |       |  |  |                                      |  |  |                                         |  |
|                                                         |                                                  | principessa Margaretha von Schleswig-Holstein-Sonderburg | Johannes, I duca di Schleswig-Holstein-Sonderburg                           |  |  |       |  |  |                                      |  |  |                                         |  |
|                                                         |                                                  | principessa Margaretha von Schleswig-Holstein-Sonderburg | principessa Lisbeth von Braunschweig-Grubenhagen                            |  |  |       |  |  |                                      |  |  |                                         |  |
| Wilhelm Moritz, III principe di Nassau-Siegen           |                                                  | principessa Margaretha von Schleswig-Holstein-Sonderburg |                                                                             |  |  |       |  |  |                                      |  |  |                                         |  |
|                                                         |                                                  | conte Georg Ernst von Limburg-Stirum                     | Joost, XI conte di Limburg-Stirum                                           |  |  |       |  |  |                                      |  |  |                                         |  |
|                                                         |                                                  | conte Georg Ernst von Limburg-Stirum                     | Joost, XI conte di Limburg-Stirum                                           |  |  |       |  |  |                                      |  |  |                                         |  |
|                                                         |                                                  | conte Georg Ernst von Limburg-Stirum                     | contessa Maria von Schaumburg-Holstein-Pinneberg                            |  |  |       |  |  |                                      |  |  |                                         |  |
| contessa Maria Magdalena von Limburg-Stirum             |                                                  | conte Georg Ernst von Limburg-Stirum                     |                                                                             |  |  |       |  |  |                                      |  |  |                                         |  |
|                                                         |                                                  | contessa Magdalena von Bentheim                          | Arnold II, V conte di Bentheim-Steinfurt e II conte di Bentheim-Tecklenburg |  |  |       |  |  |                                      |  |  |                                         |  |
|                                                         |                                                  | contessa Magdalena von Bentheim                          | Arnold II, V conte di Bentheim-Steinfurt e II conte di Bentheim-Tecklenburg |  |  |       |  |  |                                      |  |  |                                         |  |
|                                                         |                                                  | contessa Magdalena von Bentheim                          | contessa Magdalena von Neuenahr-Alpen                                       |  |  |       |  |  |                                      |  |  |                                         |  |
| Friedrich Wilhelm I Adolf, VI principe di Nassau-Siegen |                                                  | contessa Magdalena von Bentheim                          |                                                                             |  |  |       |  |  |                                      |  |  |                                         |  |
|                                                         | Ludwig Heinrich, I principe di Nassau-Dillenburg | Georg, XI conte di Nassau-Dillenburg                     |                                                                             |  |  |       |  |  |                                      |  |  |                                         |  |
|                                                         | Ludwig Heinrich, I principe di Nassau-Dillenburg | Georg, XI conte di Nassau-Dillenburg                     |                                                                             |  |  |       |  |  |                                      |  |  |                                         |  |
|                                                         | Ludwig Heinrich, I principe di Nassau-Dillenburg | contessa Anna Amalie von Nassau-Saarbrücken              |                                                                             |  |  |       |  |  |                                      |  |  |                                         |  |
| Adolf, I principe di Nassau-Schaumburg                  | Ludwig Heinrich, I principe di Nassau-Dillenburg |                                                          |                                                                             |  |  |       |  |  |                                      |  |  |                                         |  |
|                                                         |                                                  | contessa Katharina zu Sayn-Wittgenstein                  | Ludwig I, V conte di Sayn-Wittgenstein                                      |  |  |       |  |  |                                      |  |  |                                         |  |
|                                                         |                                                  | contessa Katharina zu Sayn-Wittgenstein                  | Ludwig I, V conte di Sayn-Wittgenstein                                      |  |  |       |  |  |                                      |  |  |                                         |  |
|                                                         |                                                  | contessa Katharina zu Sayn-Wittgenstein                  | contessa Elisabeth zu Solms-Laubach                                         |  |  |       |  |  |                                      |  |  |                                         |  |
| principessa Ernestina Charlotte von Nassau-Dillenburg   |                                                  | contessa Katharina zu Sayn-Wittgenstein                  |                                                                             |  |  |       |  |  |                                      |  |  |                                         |  |
|                                                         |                                                  | Peter Melander, I conte di Holzappel                     | Wilhelm Eppelmann                                                           |  |  |       |  |  |                                      |  |  |                                         |  |
|                                                         |                                                  | Peter Melander, I conte di Holzappel                     | Wilhelm Eppelmann                                                           |  |  |       |  |  |                                      |  |  |                                         |  |
|                                                         |                                                  | Peter Melander, I conte di Holzappel                     | Anna Seiffenmacher                                                          |  |  |       |  |  |                                      |  |  |                                         |  |
| contessa Elisabeth Charlotte von Holzapfel              |                                                  | Peter Melander, I conte di Holzappel                     |                                                                             |  |  |       |  |  |                                      |  |  |                                         |  |
|                                                         |                                                  | baronessa Agnes von Efferen                              | Johann Wilhelm von Efferen                                                  |  |  |       |  |  |                                      |  |  |                                         |  |
|                                                         |                                                  | baronessa Agnes von Efferen                              | Johann Wilhelm von Efferen                                                  |  |  |       |  |  |                                      |  |  |                                         |  |
|                                                         |                                                  | baronessa Agnes von Efferen                              | Margarethe von der Baalen                                                   |  |  |       |  |  |                                      |  |  |                                         |  |
|                                                         |                                                  | baronessa Agnes von Efferen                              |                                                                             |  |  |       |  |  |                                      |  |  |                                         |  |